# Championnats de Tunisie d'athlétisme 1975
Navigation
1974 1976
Les championnats de Tunisie d'athlétisme 1975 sont une compétition tunisienne d'athlétisme se disputant en 1975.
Cette édition voit la confirmation de plusieurs jeunes athlètes, à l'instar d'Abderrazak Belhassine, Latifa Derouiche et Faouzi Joulak (qui bat le record du décathlon) qui remportent deux titres chacun, Zohra Azaïez, détentrice de trois titres, Fethia Jerbi qui bat le record du lancer du disque, ou Sarra Touiba qui remportera plusieurs titres entre 1975 et 1986.
Avec huit titres, la Zitouna Sports remporte le championnat devant l'Étoile sportive du Sahel (six titres). Notons aussi la victoire au 200 m de Salah Gadri, futur journaliste sportif et présentateur d'émissions télévisées qui est alors recordman de la spécialité, ainsi que la révélation des jeunes athlètes de l'Étoile sportive du Sahel : Zohra Azaïez, Kawthar Akermi et Fethia Jerbi.

## Palmarès
| Discipline            | Hommes               | Hommes        | Femmes                       | Femmes        |
| --------------------- | -------------------- | ------------- | ---------------------------- | ------------- |
| 100 m                 | Karim Ben Ayed       | 11 s 1        | Samia Ben Osman              | 12 s 9        |
| 200 m                 | Salah Gadri          | 22 s 4        | Fatma Ben Hdar               | 27 s          |
| 400 m                 | Mokhtar Herzi        | 49 s 1        | Sarra Touibi                 | 59 s 8        |
| 800 m                 | Amor Lassoued        | 1 min 54 s    | Latifa Derouiche             | 2 min 19 s    |
| 1 500 m               | Abdelkrim Jelassi    | 3 min 46 s 6  | Latifa Derouiche             | 4 min 41 s 8  |
| 3 000 m               |                      |               | Jalila Douira                | 10 min 22 s 6 |
| 5 000 m               | Ali Gammoudi         | 14 min 32 s 2 |                              |               |
| 10 000 m              | Non disputé          |               | -                            | -             |
| 100 m haies           |                      |               | Zohra Azaïez                 | 17 s 6        |
| 110 m haies           | Moncef Belkacem      | 15 s 3        | -                            | -             |
| 400 m haies           | Abdallah Rouine      | 52 s 8        | -                            | -             |
| 3 000 m steeple       | Abdelaziz Bouguerra  | 8 min 54 s    | -                            | -             |
| Relais 4 × 100 mètres | Titre non attribué   |               | Zitouna Sports               | 51 s 3        |
| Relais 4 × 400 mètres | Zitouna Sports       | 3 min 27 s 7  | Union sportive monastirienne | 4 min 44 s 4  |
| Saut en longueur      | Ali Ajmi             | 6,67 m        | Zohra Azaïez                 | 5,34 m        |
| Triple saut           | Ali Ajmi             | 15,06 m       | -                            | -             |
| Saut en hauteur       | Kamel Chaïeb         | 1,80 m        | Kawthar Akermi               | 1,53 m        |
| Saut à la perche      | Faouzi Joulak        | 3,70 m        |                              |               |
| Lancer du poids       | Abderrazak Belhssine | 14,92 m       | Hédia Touati                 | 11,95 m       |
| Lancer du disque      | Abderrazak Belhssine | 44,94 m       | Fethia Jerbi                 | 39,96 m       |
| Lancer du marteau     | Youssef Ben Abid     | 51,75 m       | -                            | -             |
| Lancer du javelot     | Ali Memmi            | 70,66 m       | Fattouma Maâtoug             | 35,16 m       |
| 20 km marche          | Habib Antar          |               |                              |               |
| Décathlon             | Faouzi Joulak        | 6 411         |                              |               |
| Pentathlon            |                      |               | Zohra Azaïez                 | 3 338         |
| Marathon              |                      |               |                              |               |